# قرية السعدوناب
قرية السعدوناب، تقع في السودان، ولاية الجزيرة محلية "ام القري"، الوحدة الإدارية شمال ام القري، يفصل بينها ومحلية مدني الكبري نهر الرهد. يحدها من الجنوب نهر الرهد في شكل شبه جزيرة ومن االشرق خور أبونعجة الذي يفصل بينها وقرية رويينا العركيين ومن الشمال قرية الفعج حمدنا الله الغرب شريط غابي يمتدغربا حتي نهر الرهد تمتاز السعدوناب بموقع مميز حيث تحيطها الغابات من جهتين ، وتقع في مرتفعة تقيها من فيضان نهر الرهد الموسمي، بدأت كمنطقة لاستقرار العرب الرحل في فصل الخريف، ومغادرتها في فصلي الشتاء والصيف للرحيل لغابات نهر الرهد المجاورة لها.والان تعتبر السعدوناب قرية كبيرة ونموزجية بها كل المدارس الاساس والمتوسط والثانوي وبها نادي ومركز او نقطة غياروبها مسيد الشيخ عبد الباسط الشريف لتعلم وحفظ القران الكريم ولها تاريخ عريق للنضال والدفاع والاستبسال حينما هاجم الاوباش قري الجزيرة في في اواخر اكتوبر 2024 استبسل سكان المنطقة وقدموا اربعه شهداء وقفوا سدا منيعا لمدة يومين وكبدوا العدو خسارة جر ازيال الخيبة بالرجوع ولكن لم يكونوا مسلحين باحدث اللوجستيات وعندها سقطت القرية واخلت ونزح جميع سكانها وكان حدث لاينسي ومن بعدها اصبحت الديار خالية نترقب امل تحرير مدينة ودمدني وامل الرجوع للديار.